# Акты святых

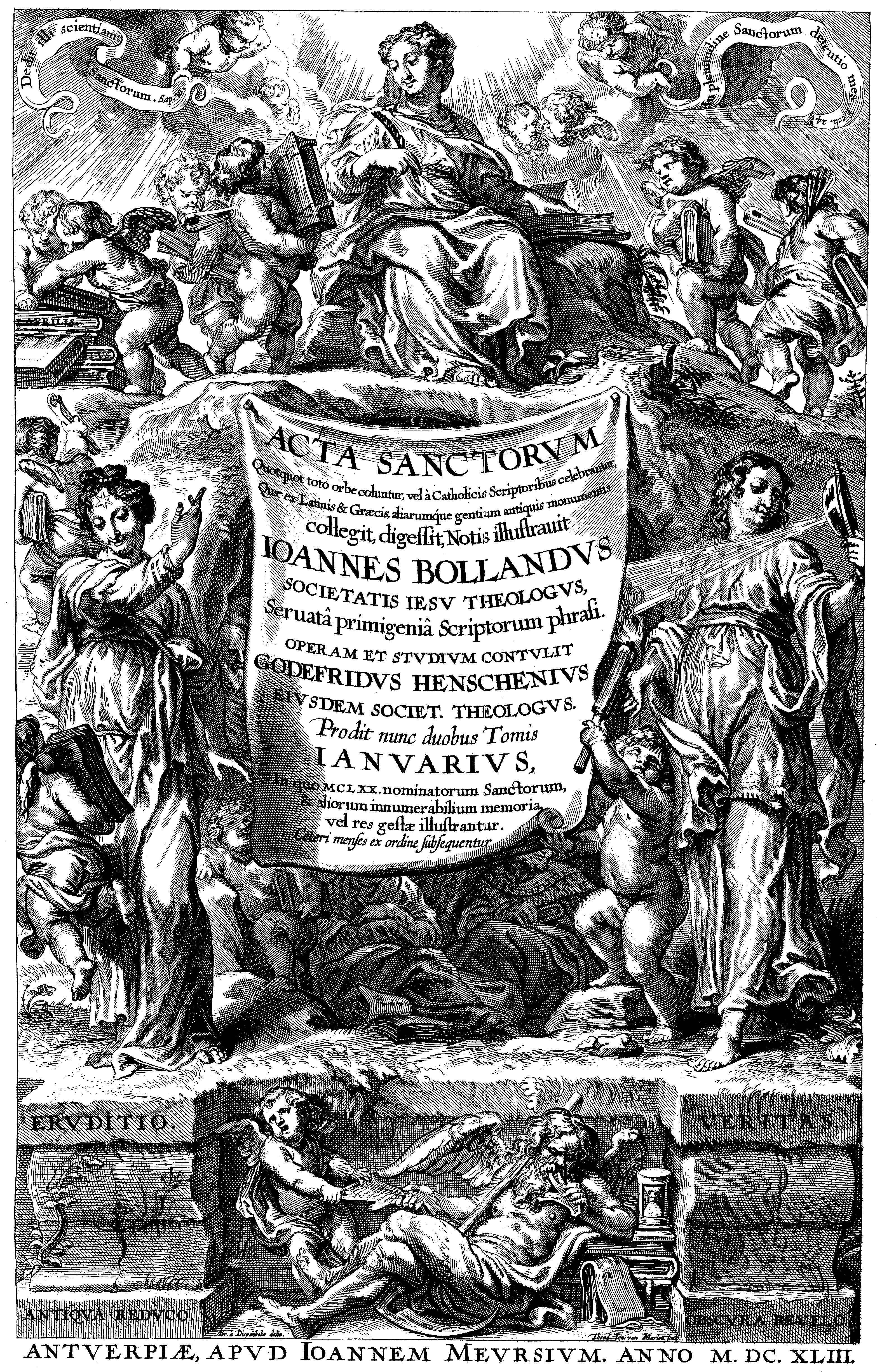
Acta Sanctorum (январский том, 1643 год)

«Акты святых» (Деяния святых, Acta Sanctorum, ActaSS) — многотомное издание житий святых, построенное по принципу римского мартиролога (то есть по дням памяти святых). В основу издания положен историко-критический метод: тексты публикуются по всем известным источникам и снабжаются необходимыми исследовательскими введениями и комментариями.
Идея издания принадлежит бельгийскому иезуиту Герибертом Росвейде (1569—1629), но первый январский том вышел уже после его смерти в 1643 году. Работу над изданием взяли на себя иезуиты-болландисты. Издание осуществлялось в Антверпене, но было прервано Французской революцией, и работа над ним возобновилась только в 1845 году в Брюсселе.
Изначально издание должно было содержать 18 томов, но в ходе работы объём был увеличен. Acta Sanctorum начинаются с 1 января и доведены до 10 ноября (последний, 68 том, издан в 1940 году). В качестве приложений к отдельным томам приведены тематические исследования о римских папах и восточных патриархах. В первых томах жития восточных святых представлены в основном в латинских переводах, в более поздних томах приводятся и греческие тексты. Acta Sanctorum не содержит житий православных святых, прославленных после Великого раскола церквей, но в предварительном томе к ноябрьскому тому был издан синаксарь Константинопольской церкви.